# قاسمي الكنابادي
قاسمي الگنابادي (بالفارسية: محمدقاسم قاسمی گنابادی) هو مؤلف و شاعر فارسي من العهد الصفوي.
هو السيد محمد قاسم بن مير سيد الگنابادي، المشتهر بقاسمي. عاصر السلطان طهماسب الصفوي المتوفى سنة 984 هـ.

## آثاره
من آثاره: «ساقى نامه» و «ليلى ومجنون» و «زبدة الأشعار» و «شاهنامه» و «خسرو وشيرين» و «شاهرخ» و «خمسه» و «كارنامه» و ديوان شعر.